# مصائب شیرین ۲
 مصائب شیرین ۲ فیلمی به کارگردانی، نویسندگی و تهیه‌کنندگی علیرضا داوودنژاد محصول سال ۱۳۹۷ است.
این فیلم در شهرهای لندن، منچستر و جاده‌های روستایی میان آن‌ها در کشور انگلستان و همچنین در شهرهای تهران و متل قو در ایران فیلم‌برداری شده است.

## خلاصه داستان
این فیلم، داستان دختری را روایت می‌کند که برای تولد ۱۸ سالگی خود، پدر و مادرش را به جایی ناآشنا دعوت می‌کند. پدر و مادر برای رسیدن به آنجا سفری را از منچستر به لندن آغاز می‌کنند. در این سفر آن‌ها زندگی گذشته خود را مرور می‌کنند.

## بازیگران
- رضا داوودنژاد در نقش رضا
- ترلان پروانه در نقش مانا
- مونا داوودنژاد در نقش مونا
- زهرا داوودنژاد در نقش عمه
- همایون کاظمی در نقش دایی
- سارا لوئیز کاظمی در نقش زن دایی
- علی داوودنژاد
- یلدا محمودی‌پور
- محمدرضا داوودنژاد
- اقدس سعادت رضائی